# Hladovej Marvin ve vesmíru
Hladovej Marvin ve vesmíru (v anglickém originále Starvin' Marvin in Space) je třináctý díl třetí řady amerického komediálního animovaného televizního seriálu Městečko South Park. 

## Děj
Mimozemšťan z planety Marklar přistane na Zemi, ale zabijí ho lvi. Jeho vesmírnou loď si vezme Marvin. Na Zemi s ní hledá místo, kam by mohl přemístit svůj etiopský lid, který ve své zemi trpí. Když přiletí do South Parku, kluci s ním odjedou do vesmíru, kde objeví planetu Marklar. Domluví se s Marklarany a vrátí se zpět na Zemi přesídlit Etiopany na Marklar. V tom jim chtějí zabránit křesťanští misionáři a CIA se Sally Struthersovou. Nakonec se všichni dostanou na Marklar. Zde domorodí mimozemšťané dovolí Etiopanům zůstat na jejich planetě a ti jsou šťastní, jelikož je planeta úrodná.